# Съпириър
Съпириър (на английски: Superior) е град в окръг Боулдър, щата Колорадо, САЩ. Съпириър е с население от 9011 жители (2000) и обща площ от 10,2 km². Намира се на 1675 m надморска височина. ЗИП кодът му е 80027, а телефонният му код е 303, 720.